# Fünfmastschiff
Als Fünfmastschiffe oder Fünfmaster werden große Segelschiffe mit fünf Masten bezeichnet, unabhängig von der Art der Takelung. 
Unterschieden werden unter anderem 
- das Fünfmastvollschiff, es fährt an allen Masten Rahsegel;
- die Fünfmastbark, mit Schratsegeln am letzten Mast (Besanmast) und Rahsegeln an den anderen Masten;
- der Fünfmastrahschoner, auch Fünfmastschonerbark genannt, mit Rahsegeln am vordersten Mast (Fockmast), an allen anderen Masten Gaffelsegel; in Einzelfällen werden Rahsegel an den beiden vorderen Masten gefahren;
- der Fünfmasttoppsegelschoner, mit einem Gaffelsegel als Hauptsegel an allen Masten und darüber an den vorderen Masten Rahtoppsegel und an den anderen Masten Gaffeltoppsegel;
- der Fünfmastgaffelschoner, mit Gaffelsegeln als Haupt- und Toppsegel an allen Masten

## Beispiele
- die Bark France I der Reederei Bordes & fils, Bordeaux, mit 6.160 Registertonnen, 115 Meter Länge, 15 Metern Breite und 10,7 Meter Tiefgang
- die in Bremen 1891 aus Stahl gebaute Bark Maria Rickmers, 1892 auf ihrer Fahrt nach Indien verschollen
- die Bark R. C. Rickmers (Schwesterschiff der Maria Rickmers)
- die 1895 auf der Werft von Tecklenborg in Geestemünde vom Stapel gelaufene Bark Potosi der Reederei F. Laeisz in Hamburg, die zum Verschiffen von Salpeter von der Westküste Südamerikas gedacht war (3.955 Registertonnen, 3.780 Registertonnen Raumgehalt, 120 Meter Länge, 15 Meter Breite und 9,5 Meter Höhe, Ladegewicht 6.500 Tonnen)
- das ebenfalls von Tecklenborg für F. Laeisz gebaute Vollschiff Preußen mit 8.200 Tonnen Tragfähigkeit; Stapellauf 1902
- der Toppsegelschoner Malahat (Schiff), in den USA u. a. durch ihre Schmuggelfahrten während der Prohibition bekannt geworden[1]
- die in den zwanziger Jahren gebauten fünf Toppsegelschoner der Vinnen-Schoner - Klasse, die als Besonderheit Rahsegel am ersten und dritten Mast führten
- das 1990 nach dem Vorbild der Preußen gebaute Vollschiff Royal Clipper, ein Vier-Sterne-Kreuzfahrtschiff, als Vollschiff getakelt (4425 BRZ, 133 Meter Länge, 16,30 Meter Breite, Tiefgang 5,6 Meter, 227 Passagiere)
- die Club Med 2, ein modernes Bermuda-getakeltes Motorsegler-Kreuzfahrtschiff

## Bilder

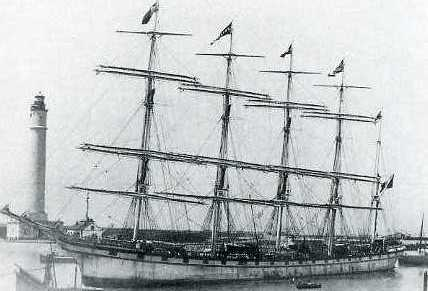
Fünfmastbark France I
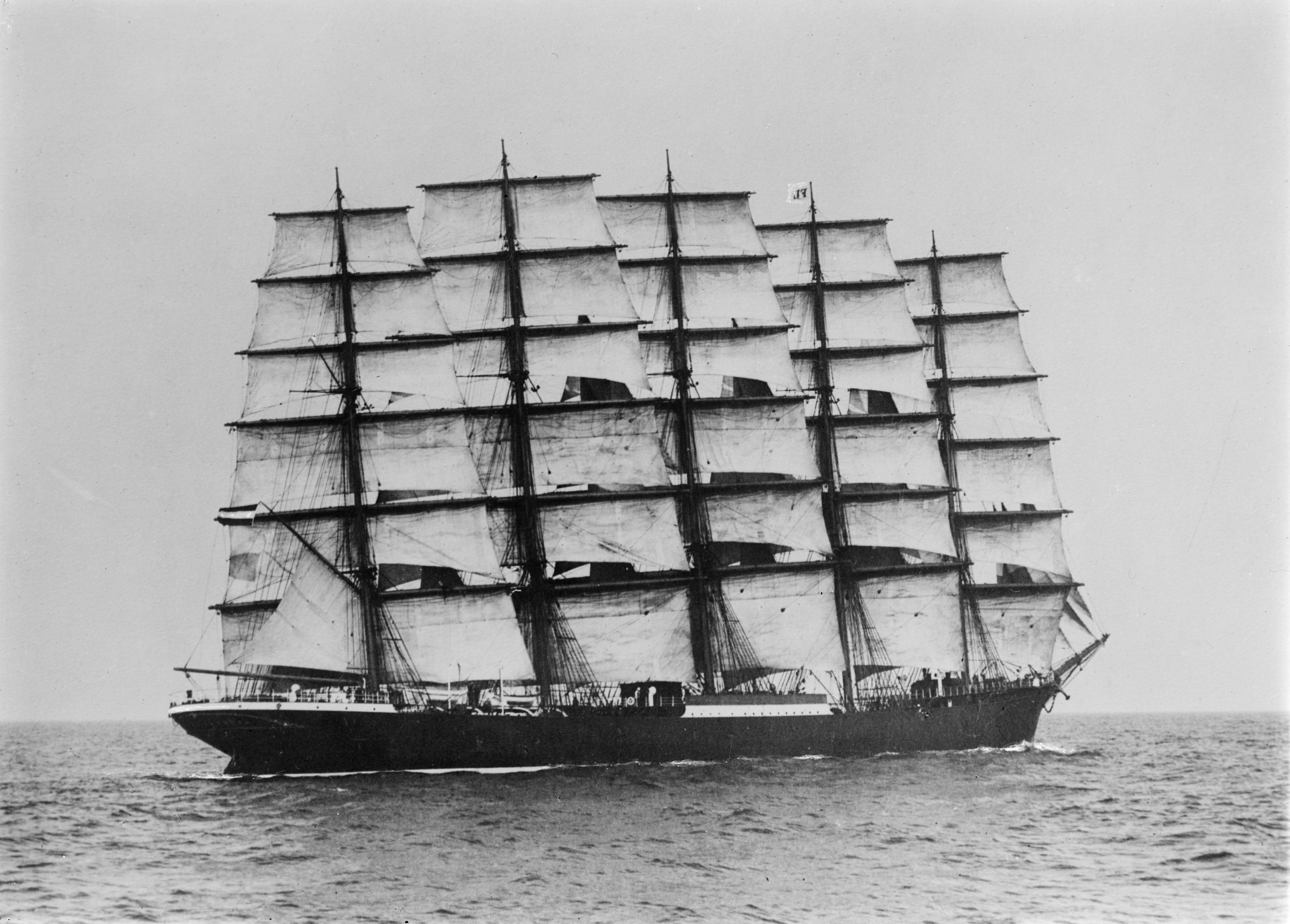
Fünfmastvollschiff Preussen
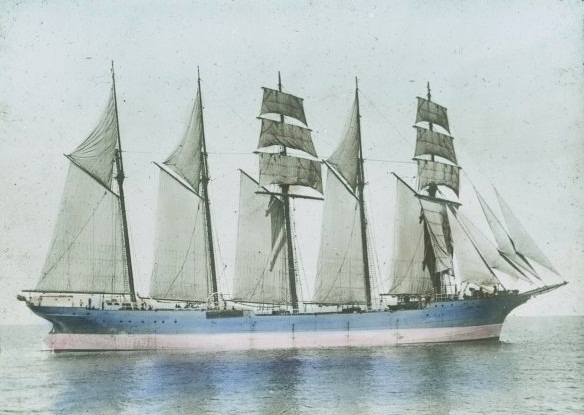
Die Carl Vinnen, ein Toppsegelschoner mit der typischen Takelung der Vinnen-Schoner.
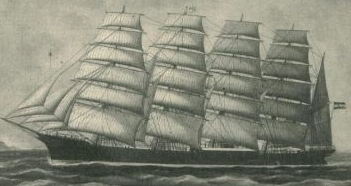
Fünfmastbark Potosi der Reederei Laeisz
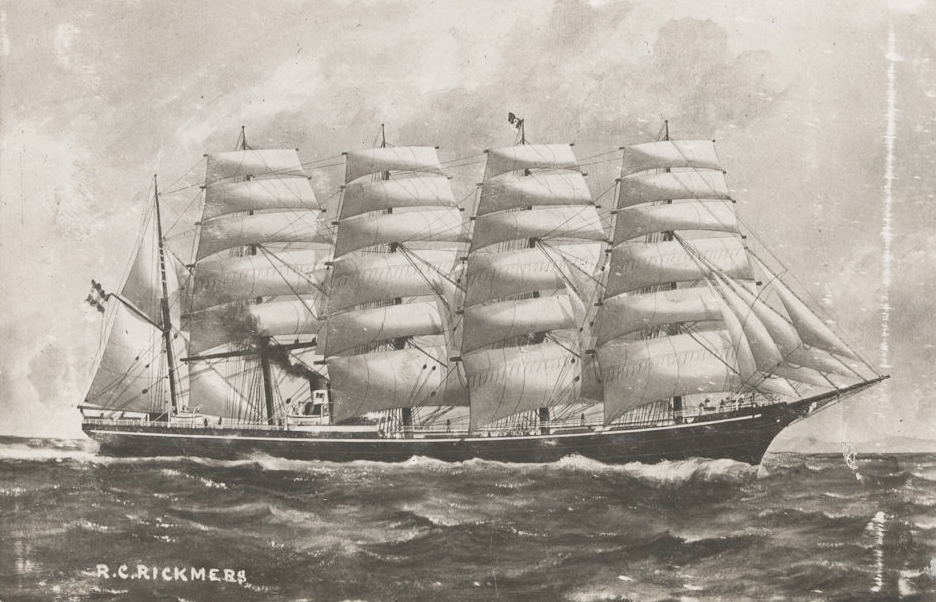
Fünfmastbark R. C. Rickmers mit voller Besegelung und Hilfsantrieb

Es wurden auch vereinzelt Schiffe mit sechs oder sieben Masten konstruiert, wie die Gaffelschoner Wyoming und Thomas W. Lawson, und insgesamt zwei Schonerbarken, nämlich die E. R. Sterling, eine durch Umriggung aus einer Viermastbark hervorgegangene Barkentine mit sechs Masten, und die City of Sydney, ein umgebauter Dampfer.